# Verwersdijk
De Verwersdijk is een gracht en straat in de plaats Delft, in de Nederlandse provincie Zuid-Holland. De gracht staat in het noorden in verbinding met de Kantoorgracht.
De gracht was onderdeel van de oostelijk stadsbegrenzing in de 13e eeuw die werd gevormd door de min of meer noord-zuid lopende derde hoofdgracht (Achterom, Brabantse Turfmarkt, Burgwal, Vrouwjuttenland, Verwersdijk). Aan de Verwersdijk bevinden zich tal van monumentale panden. De Verwersdijk is ca. 360 meter lang.

## Rijksmonumenten

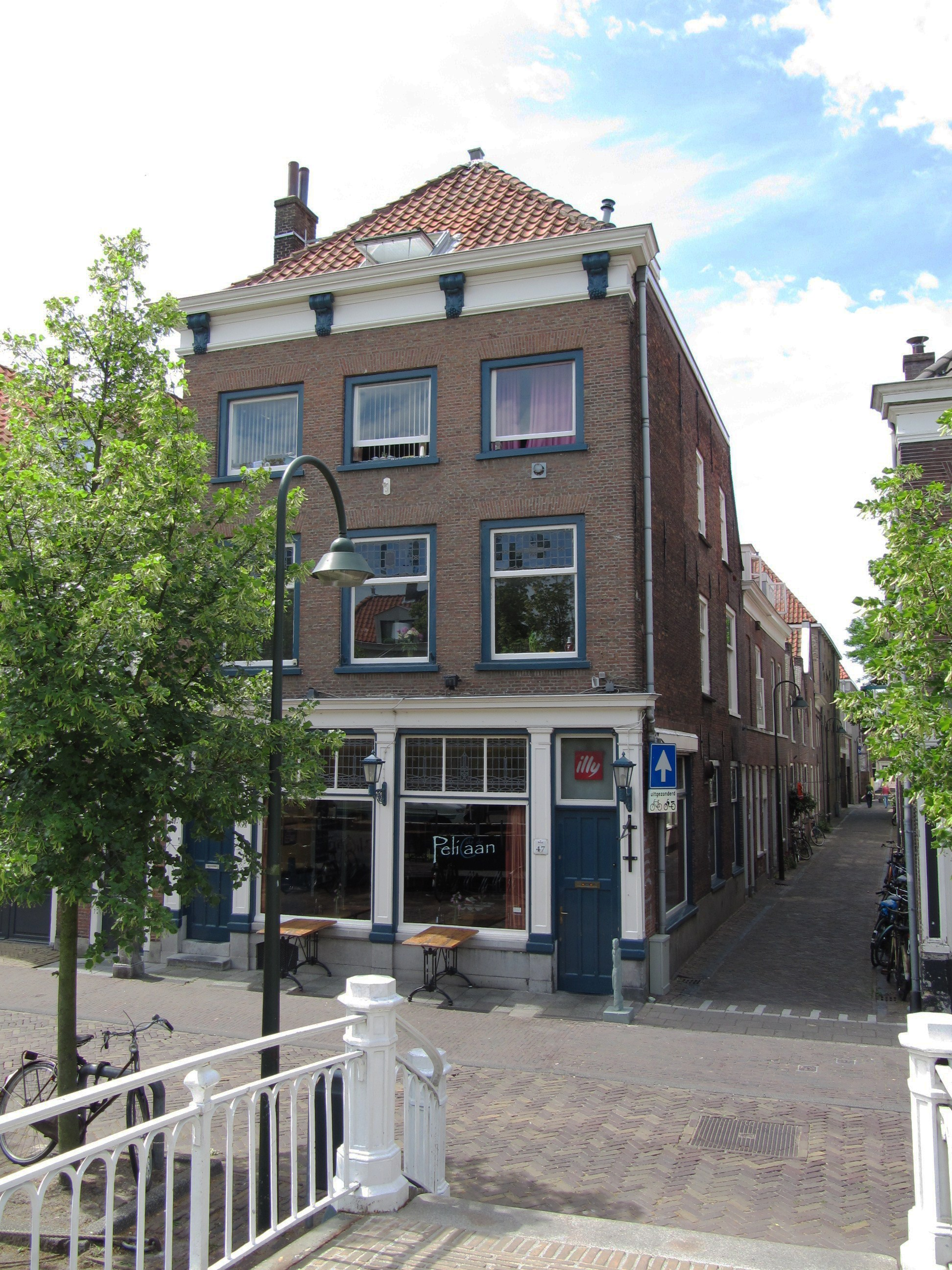
Verwersdijk 47
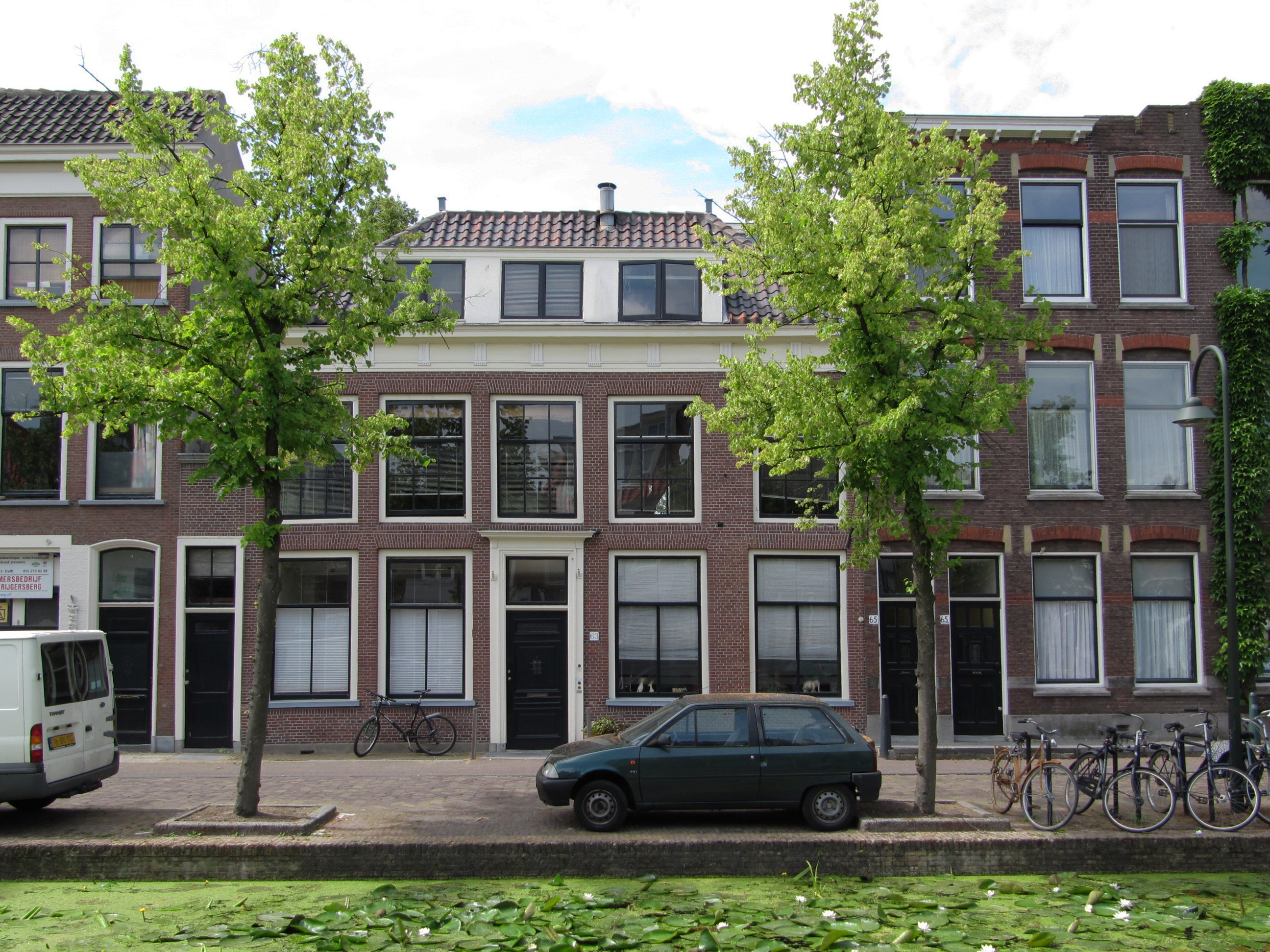
Verwersdijk 63
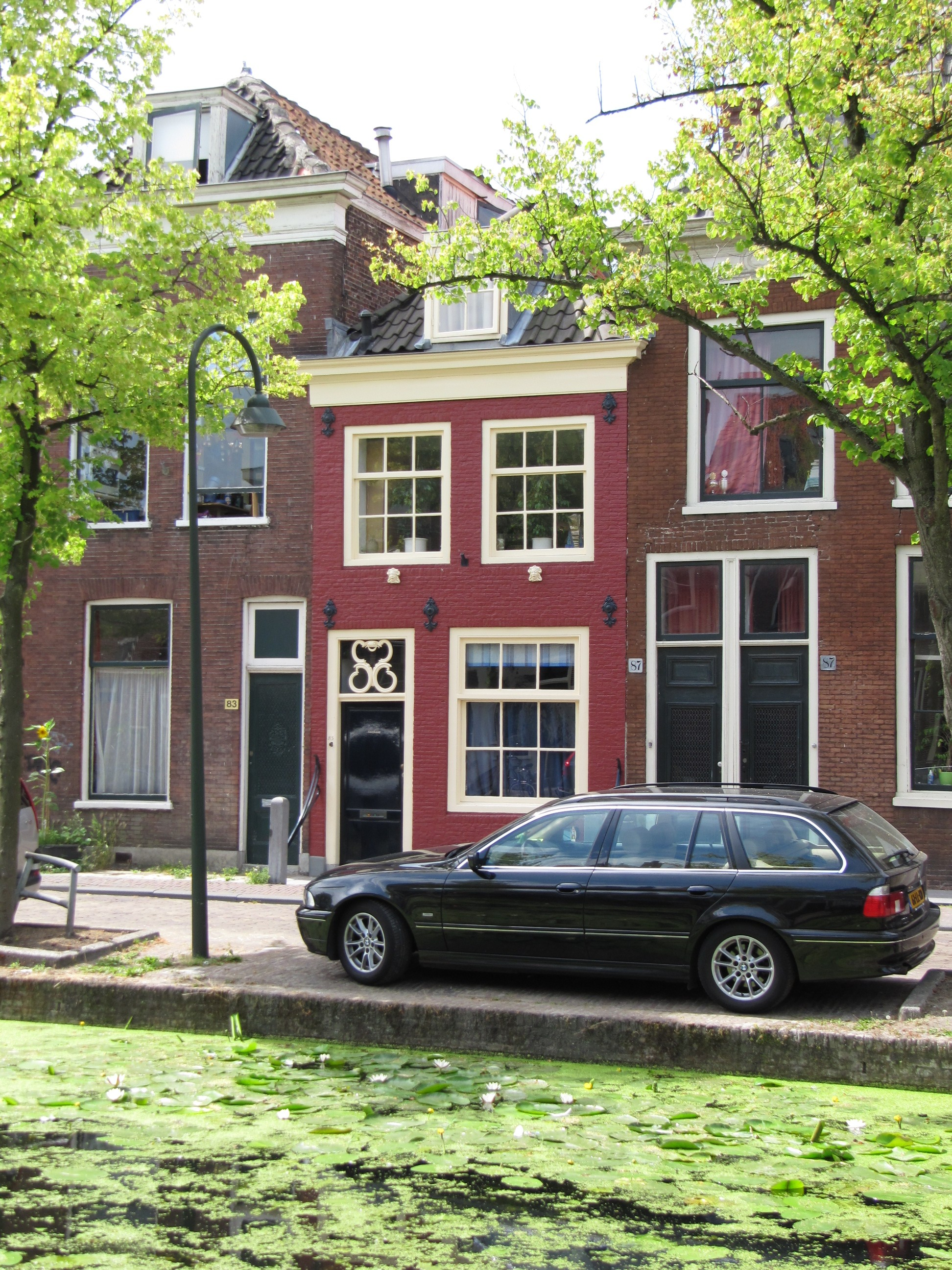
Verwersdijk 85
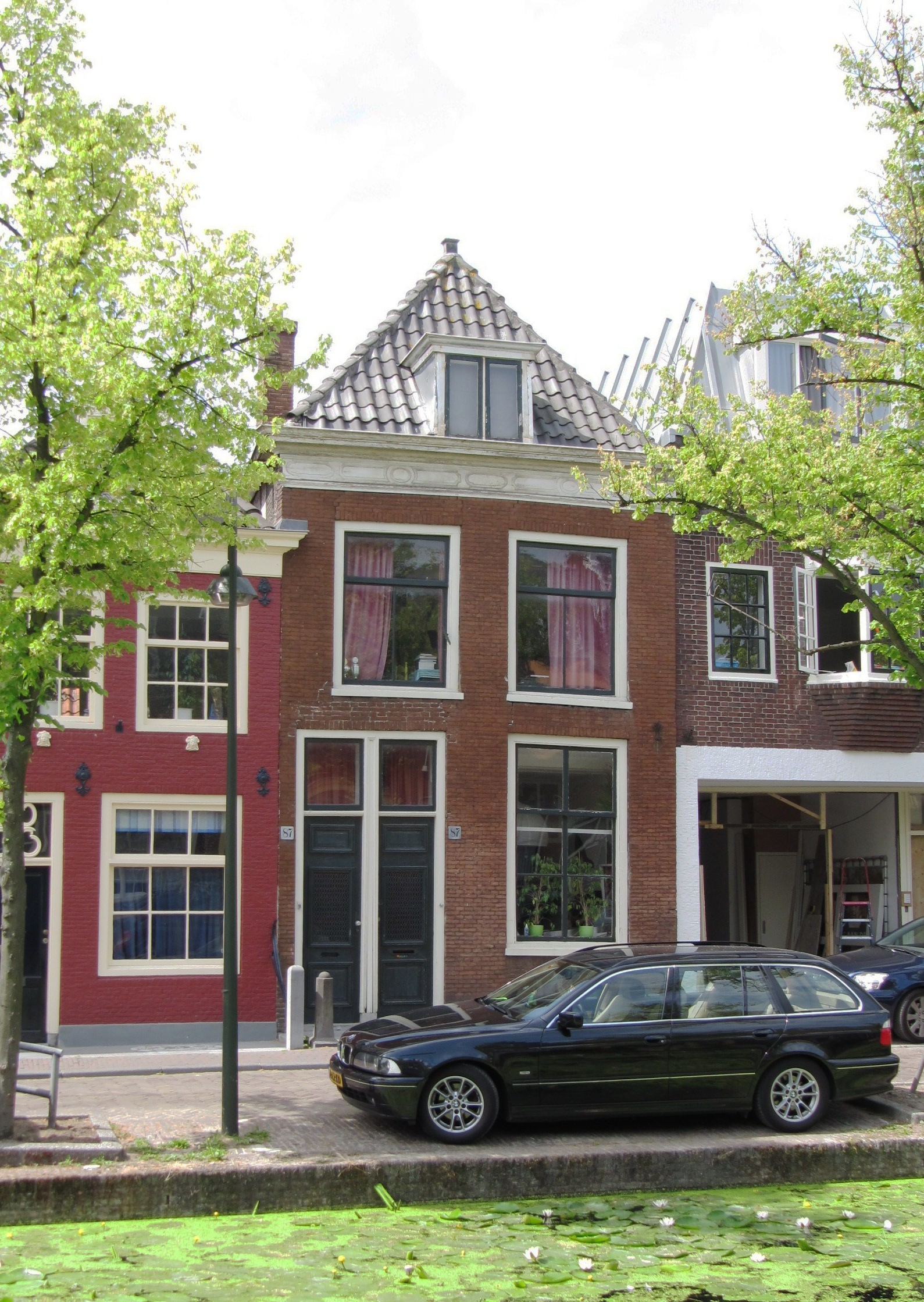
Verwersdijk 87
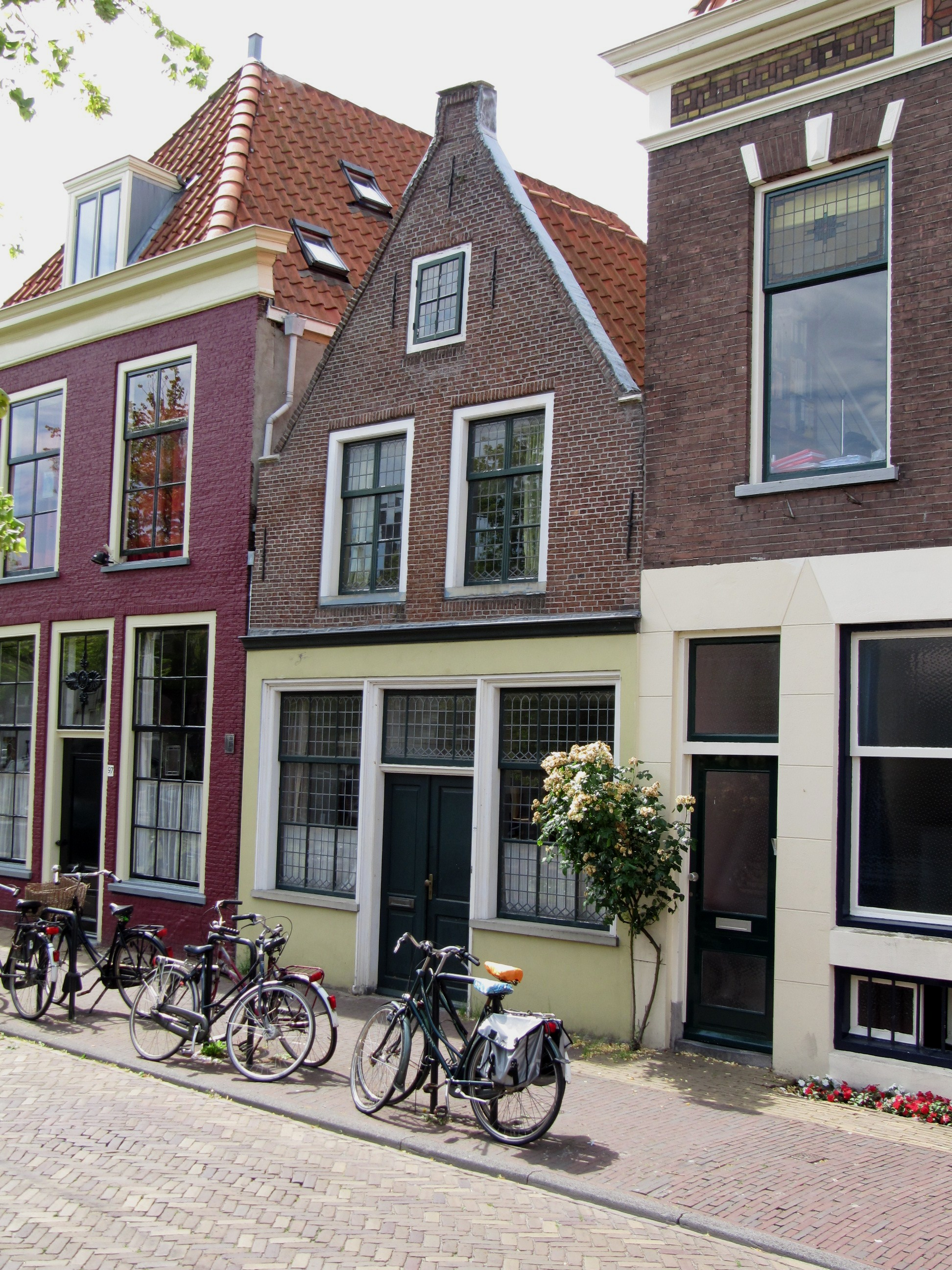
Verwersdijk 99

## Bruggen

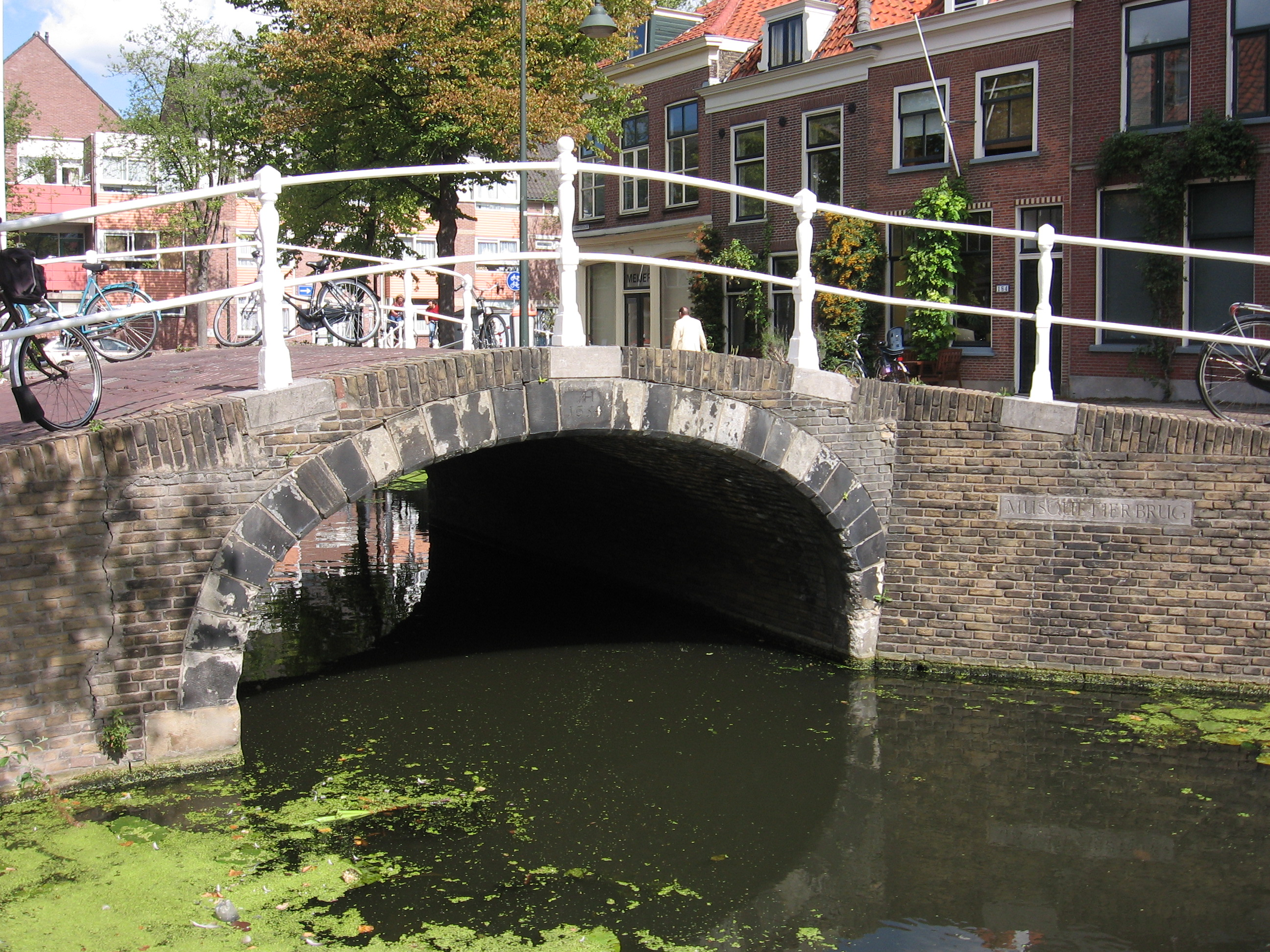
Musquetierbrug
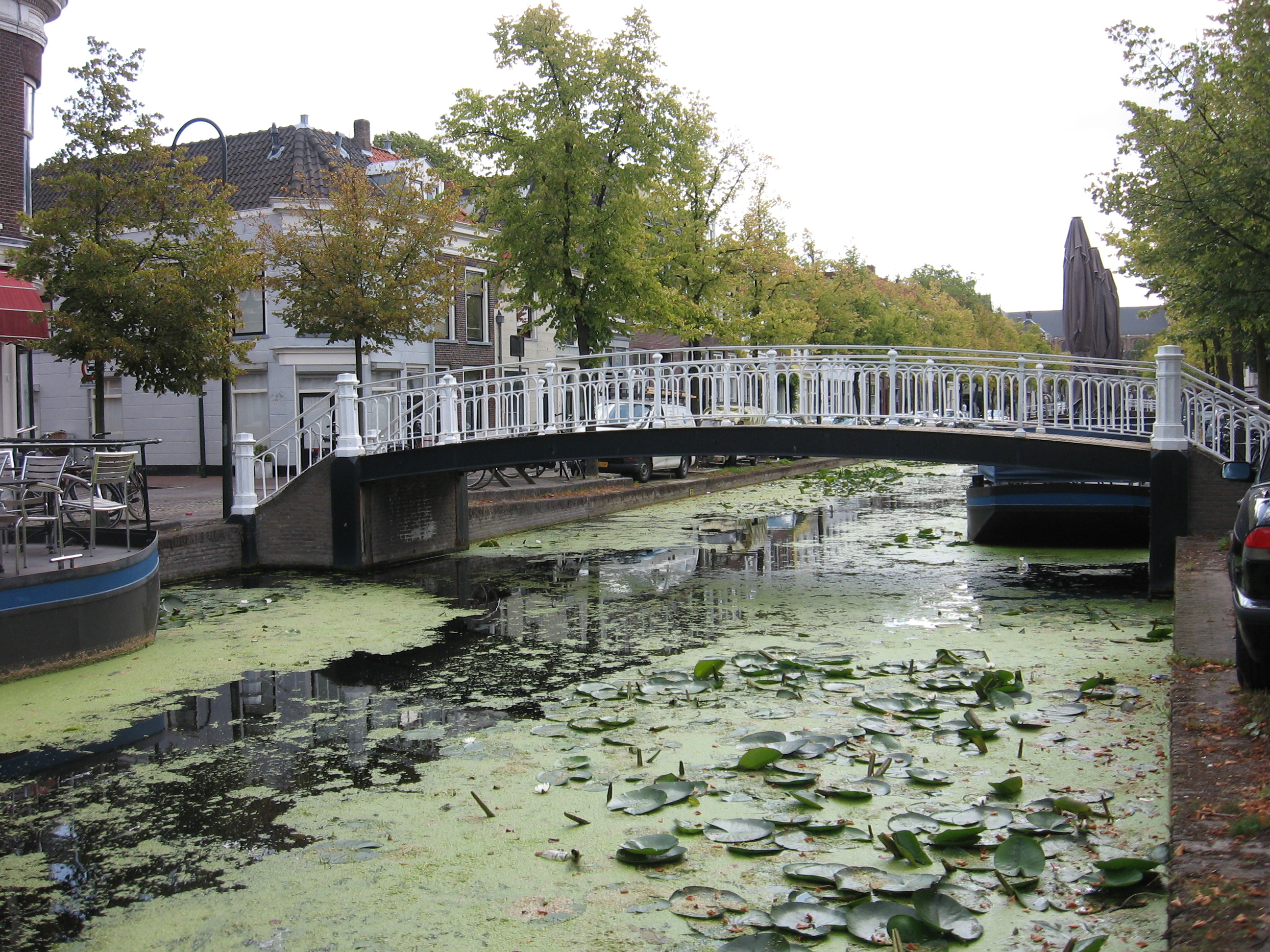
Rapenbloembrug
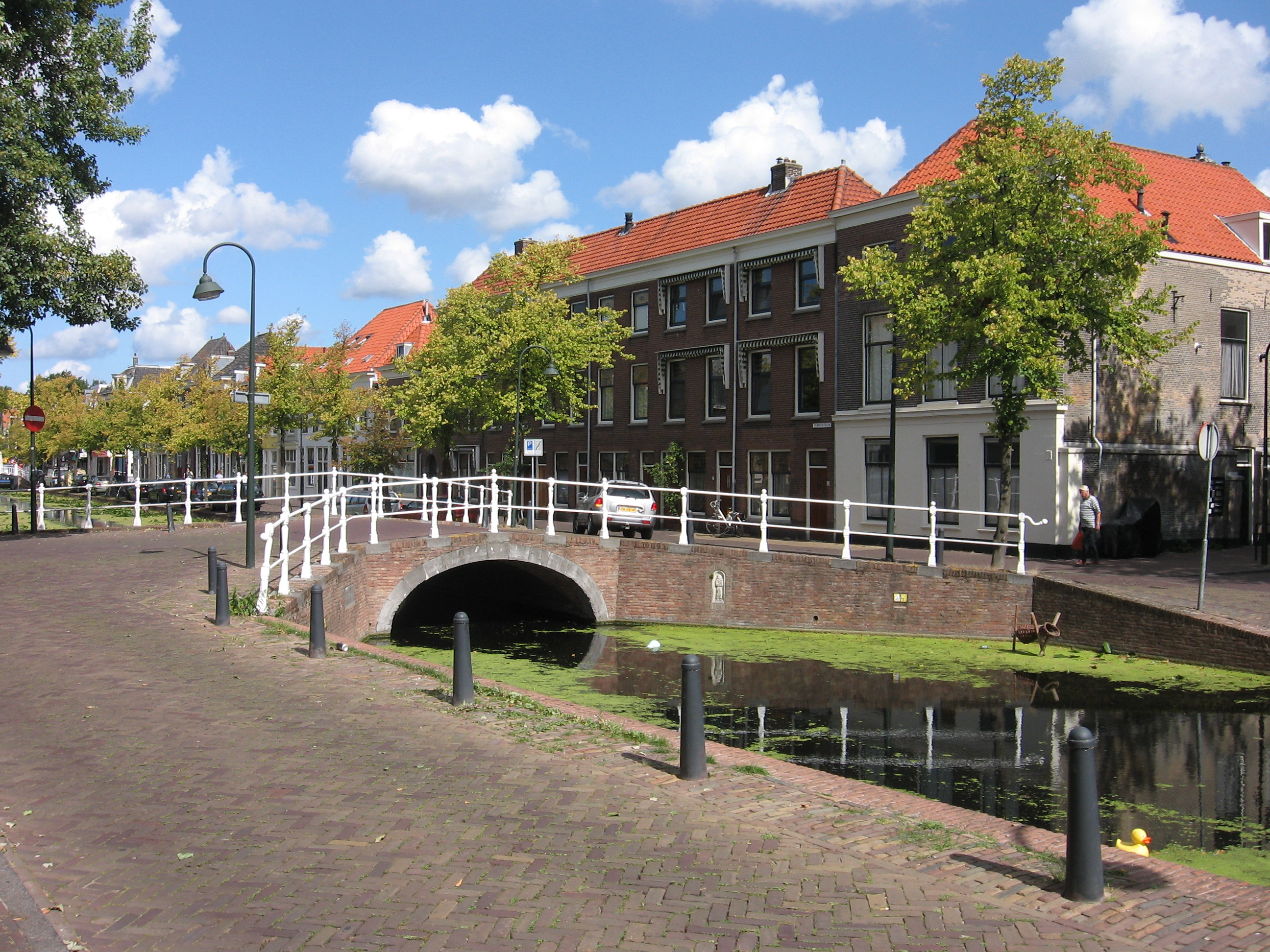
Brug t.o. Doelenplein (1)
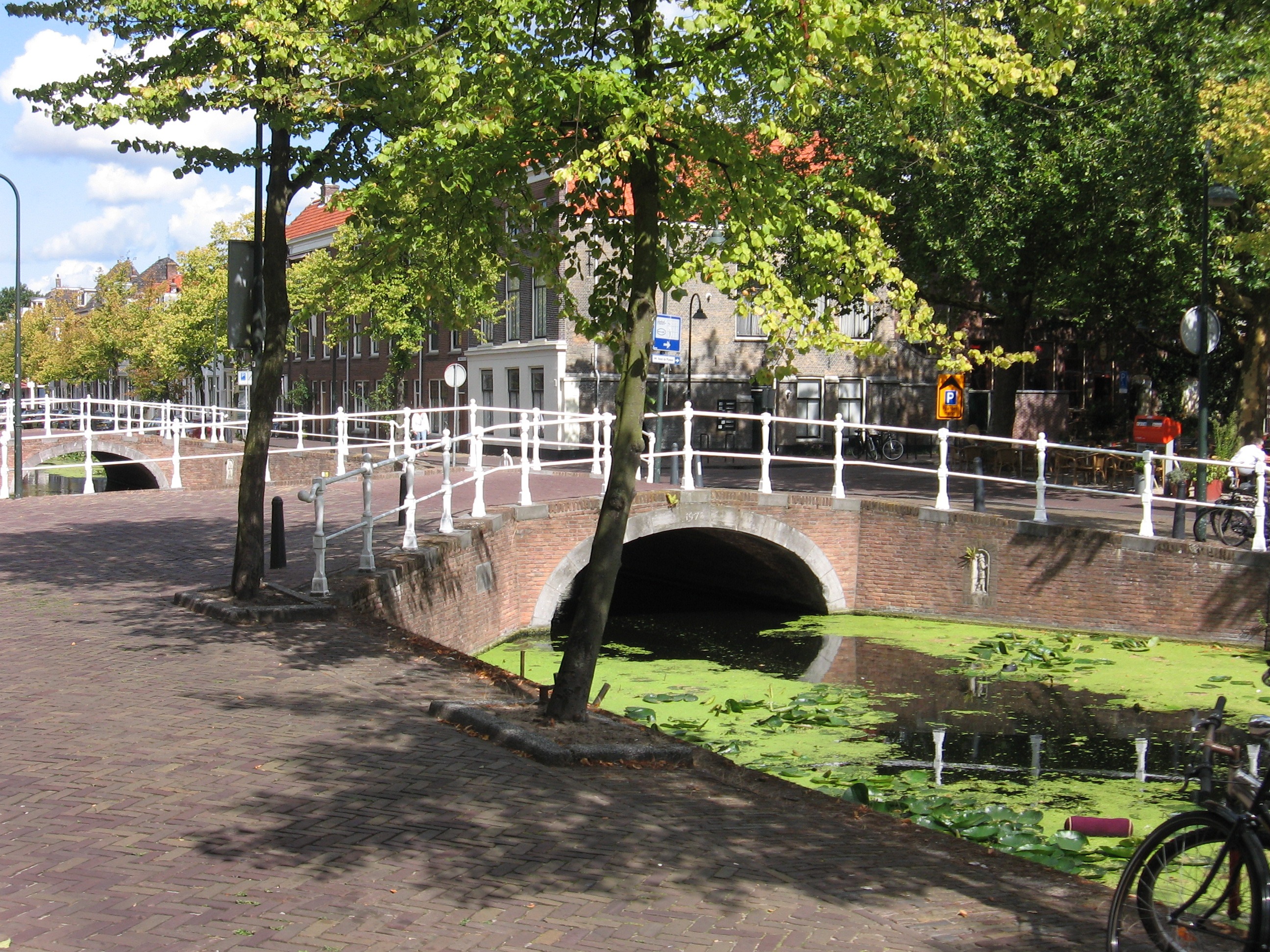
Brug t.o. Doelenplein (2)
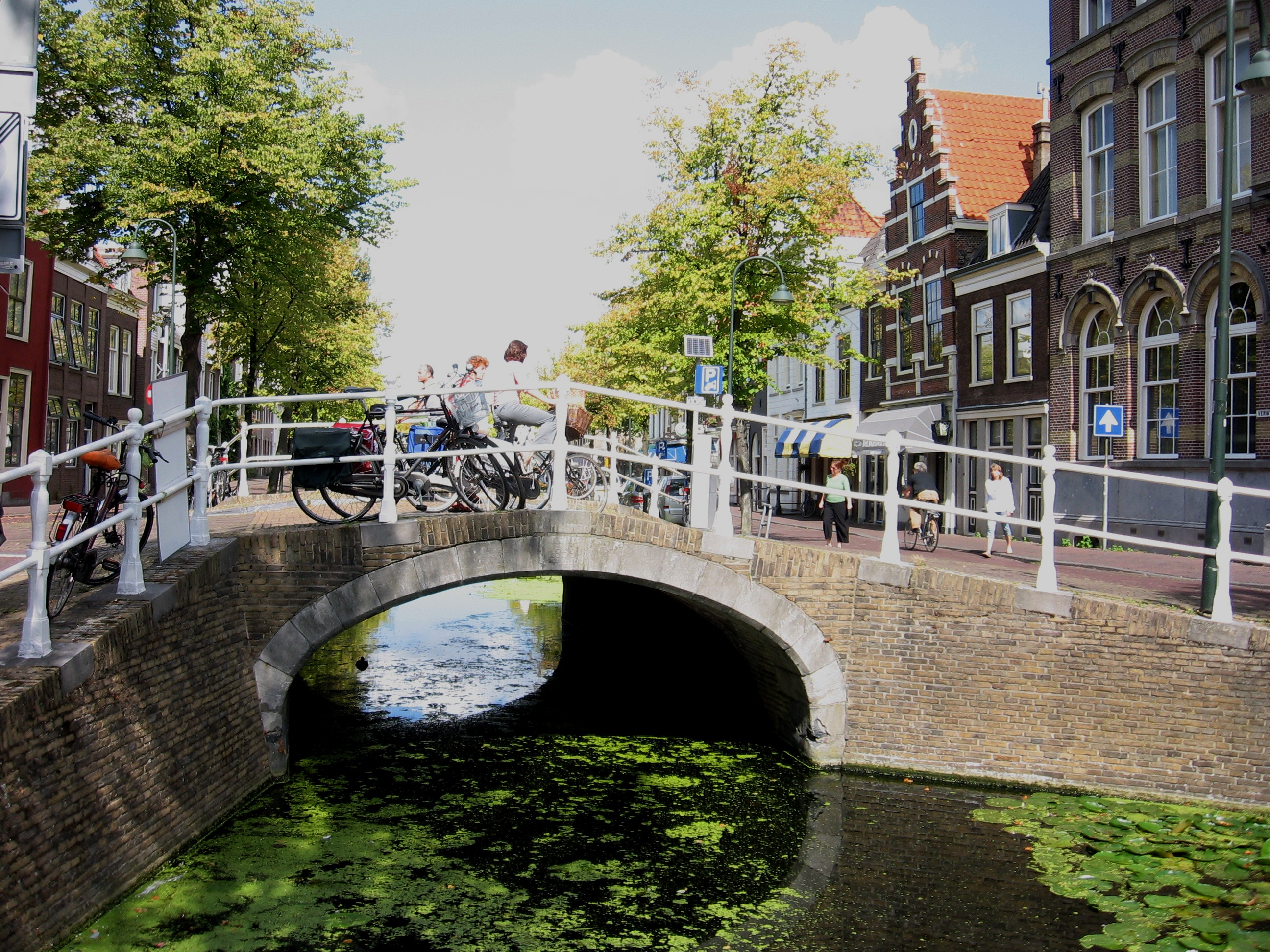
Lakenverwersbrug

Eerste noord-zuid hoofdgracht: Oude Delft en Noordeinde
Tweede noord-zuid hoofdgracht: Nieuwe Delft (Korte/Lange Geer ·
Koornmarkt ·
Wijnhaven ·
Hippolytusbuurt ·
Voorstraat)
Derde noord-zuid hoofdgracht: Verwersdijk ·
Vrouwjuttenland ·
Burgwal ·
Brabantse Turfmarkt ·
Achterom
     Verlegging: Vrouwenregt · Oosteinde
Oost-west grachten:
Voldersgracht ·
Molslaan ·
Gasthuislaan ·
Zuidergracht
Binnenwatersloot ·
Nieuwe en Oude Langendijk ·
Vlamingstraat ·
Rietveld ·
Kantoorgracht
Buiten het centrum:
Buitenwatersloot ·
Westsingelgracht